# Comunitat japonesa de Catalunya

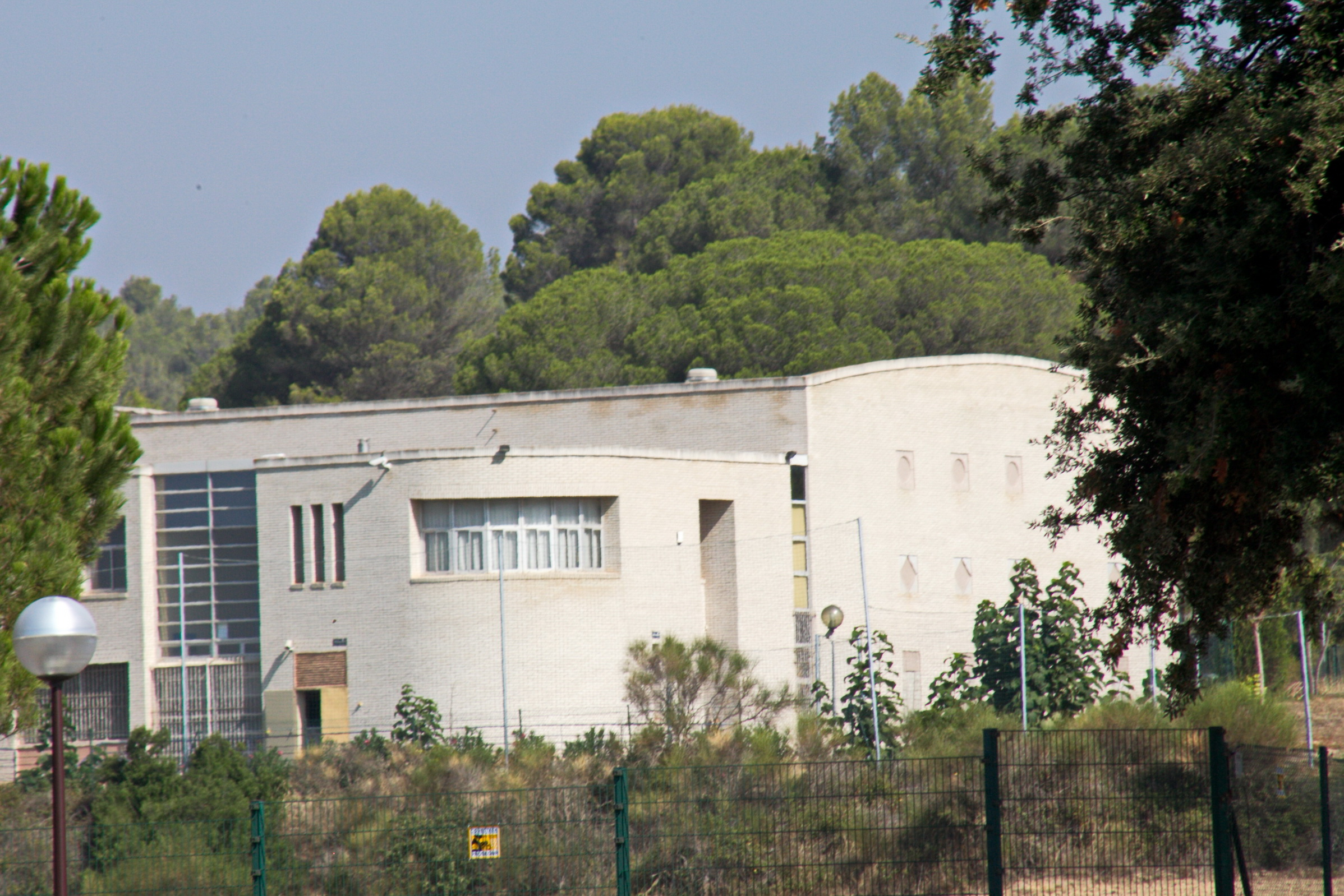
Col·legi Japonès de Catalunya

La comunitat japonesa a Catalunya està formada, principalment, per directius expatriats de corporacions japoneses, així com per estudiants internacionals. També hi ha algunes persones d'origen japonès, com a l'estat espanyol, inclosos els descendents de migrants del segle xvii, així com migrants provinents de l'Amèrica Llatina. Segons dades del 2001, la població japonesa de Catalunya consistia en 1.189 persones que vivien a Barcelona, i 87 que vivien a la resta del país. Segons dades de l'IDESCAT de 2016, la població japonesa ascendia a la quantitat de 2.290 persones a tot Catalunya.

## Història
Tot i que SANYO España.S.A., la primera entitat japonesa establerta a l'estat espanyol, ho va fer a Tudela (Navarra), el 1969, Catalunya es va convertir de seguida en la regió preferida per les empreses japoneses per establir-hi les seves operacions.
Entre les dècades de 1970 i 1980, moltes persones d'origen japonès van arribar a Catalunya provinents de l'Amèrica llatina, fugint de les crisis financeres o l'opressió política dels seus països. Posteriorment, també arribarien molts japonesos per qüestions comercials o com a estudiants.

## Institucions
La Barcelona Suiyokai és una associació de companyies japoneses que opera a Barcelona. Aquesta entitat gestiona el festival d'any nou japonès. El 2004 en formaven part 57 companyies.
A la capital de Catalunya també hi ha un club de Go, un club de Haiku, una associació de professors en llengua japonesa, una associació d'alumnes de l'escola japonesa, un club de golf i l'associació hispanojaponesa.

## Educació
A Catalunya hi ha una Escola Internacional Japonesa, el Col·legi Japonès de Barcelona. A més, la ciutat comtal també disposa d'un programa d'educació japonesa de cap de setmana.
També hi ha una biblioteca japonesa a l'Eixample de Barcelona, que va obrir el 1992. La majoria dels seus visitants són japonesos, tot i que els altres catalans també poden utilitzar les instal·lacions. La biblioteca es troba dins d'un pis.

## Persones destacades
- Yuu Shirota, actor i cantant (va viure a Barcelona entre els 3 i els 7 anys)